# Keiji Kaimoto
Keiji Kaimoto (海本 慶治, Kaimoto Keiji) est un footballeur japonais né le 26 novembre 1972 à Suita dans la préfecture d'Osaka au Japon.